# شلتیان

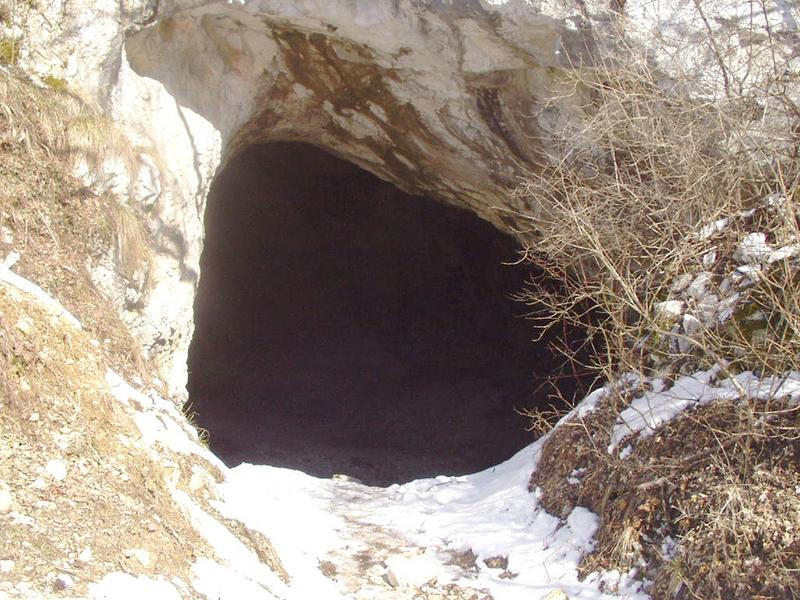
ورودی غار شلتیان

شلتیان (به انگلیسی: Szeletian) یک فرهنگ باستان‌شناسی گذار بین پارینه سنگی میانه و پارینه سنگی بالایی است که در اتریش، موراویا، شمال مجارستان و جنوب لهستان وجود داشت. پیشینه این غار به ۴۱۰۰۰ تا ۳۷۰۰۰ سال قبل می‌رسد و نام آن از غار شلتیان در کوه‌های بوک، بخشی از کوه‌های شمال مجارستان گرفته شده‌است. کاوش اولیه غار شلتیان از سال ۱۹۰۶ تا ۱۹۱۳ توسط اوتوکار کادیک انجام شد. ایده فرهنگ متمایز شلتیان توسط باستان‌شناس چکسلواکی فرانتیشک پروشک (۱۹۲۲–۱۹۵۸) مطرح شد.